# 여성의 해
《여성의 해》(영어: Woman of the Year)는 1942년 개봉한 미국의 로맨틱 코미디 드라마 영화로, 조지 스티븐스가 감독을 맡았다. 1999년 미국 국립영화등기부에 등재되었다.

## 출연

### 주연
- 스펜서 트레이시
- 캐서린 헵번

### 조연
- 페이 베인터
- 레지날드 오웬
- 마이너 왓슨
- 윌리엄 벤딕스
- 글레이디스 블레이크
- 돈 토빈

## 기타
- 미술: 세드릭 기븐스
- 의상: 아드리안